# جيمس هنري كاربنتر
جيمس هنري كاربنتر (بالإنجليزية: James Henry Carpenter)‏ هو ضابط أمريكي، ولد في 14 سبتمبر 1846 في بروكلين في الولايات المتحدة، وتوفي في 6 مارس 1898 في ريدينغ في الولايات المتحدة.

## معرض صور

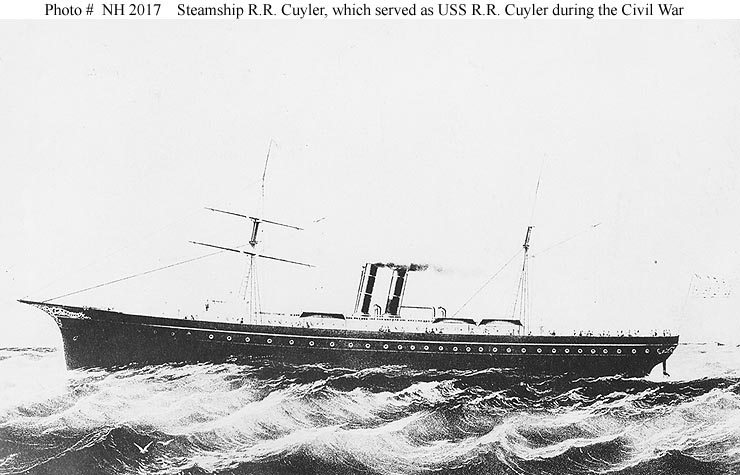
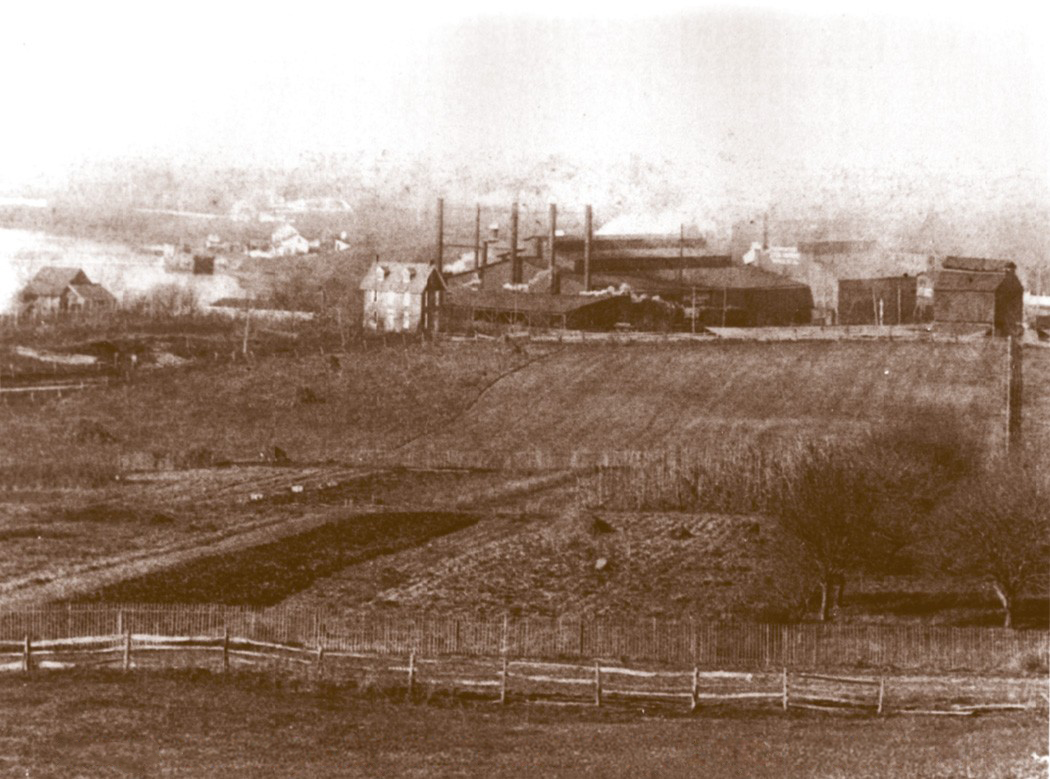
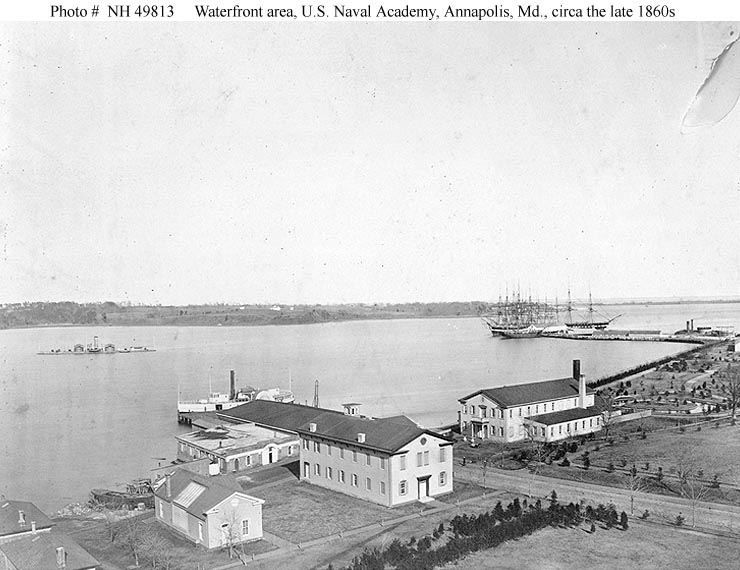
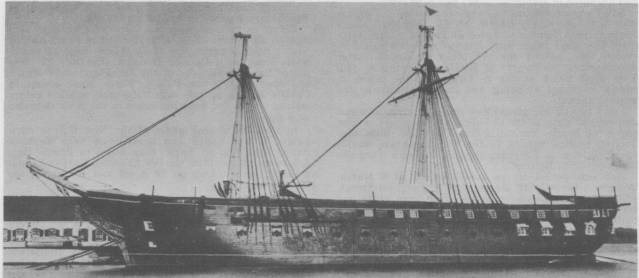
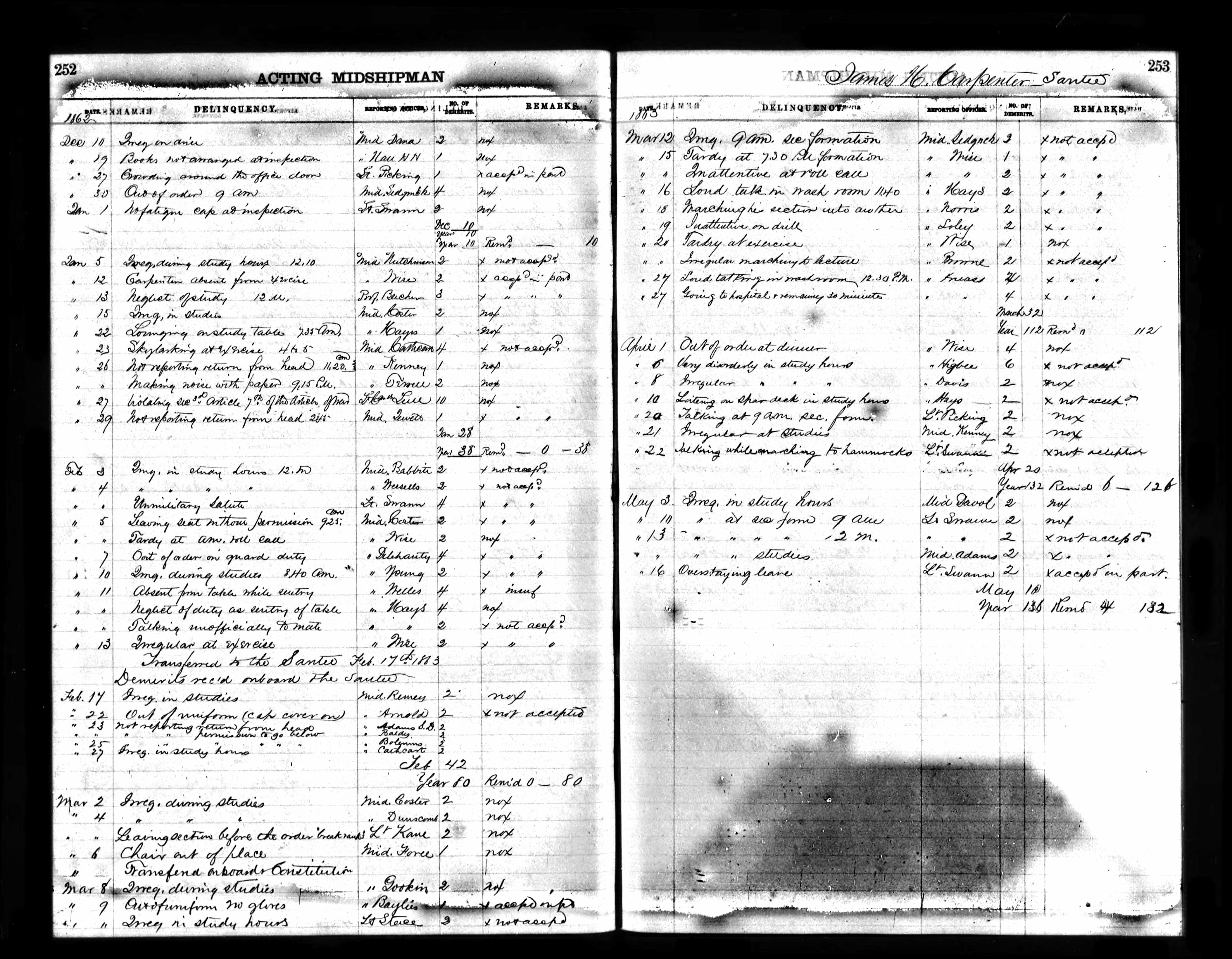